# Comisiones de Base
El Sindicato de Comisiones de Base, (co.bas) es un sindicato español de ámbito estatal, fundado por miembros escindidos del sector crítico de Comisiones Obreras, fundamentalmente producida por los métodos y formas de la dirección del sindicato matriz.
Co.bas se constituye como un sindicato de clase, asambleario, participativo, con independencia económica de los poderes públicos y privados, y por lo tanto sin subvenciones, de lucha y confrontación con el sistema, donde son las y los trabajadores quienes toman las decisiones y no una "cúpula" sindical. La democracia participativa es la parte fundamental del proyecto sindical. Por ello, en la acción sindical, la decisión corresponde a los afiliados y afiliadas.

## Implantación
Muy desigual. En empresas destaca su implantación en Telefónica. Tiene núcleos en Cataluña, Madrid, Canarias, Guadalajara, Extremadura y Andalucía básicamente. En lo que respecta a la Administración Pública, tiene representación en ayuntamientos como el de Córdoba o el de Santa Cruz de Tenerife, en la Administración Autónoma de Canarias y en el Ministerio de Defensa de Gran Canaria. Es el sindicato con mayor número de representantes en la Administración de Justicia de Canarias.
En el último periodo ha avanzado de forma progresiva en sectores precarizados de Madrid y en la logística en la provincia de Guadalajara.
Celebró su I Congreso Estatal el 11 de noviembre de 2006 en Barcelona nombrándose una coordinadora multisectorial.

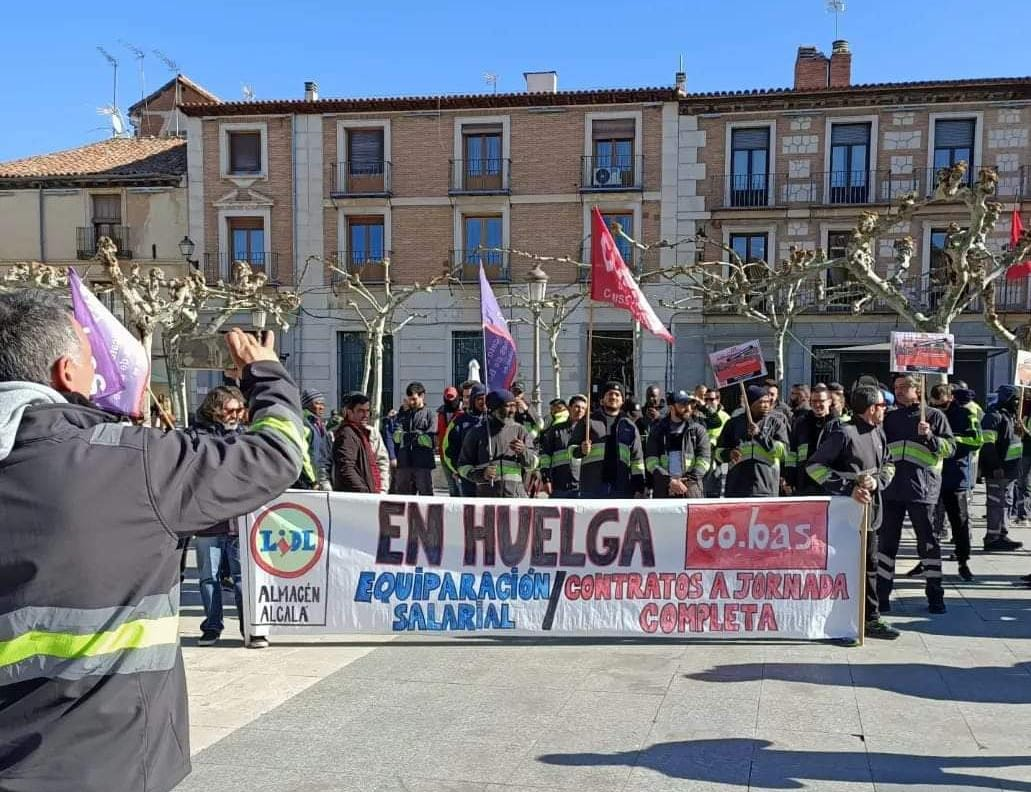
Trabajadores de Lidl, sindicalizados en Cobas, en huelga en el año 2022

El Sindicato de Comisiones de Base, en línea con su defensa de la unidad sindical, participa junto a otros sindicatos en diferentes Coordinadoras Obreras a lo largo del Estado como la Taula Sindical en Cataluña, el Bloque combativo y de Clase en Madrido la plataforma sevillana La Lucha Está en la Calle.